# Tygodnik Polski (Nowy Jork)
Tygodnik Polski („The Polish Weekly”) – polski tygodnik ukazujący się w Nowym Jorku w latach 1943–1947.
„Tygodnik Polski” stanowił kontynuację wydawanego od 1941 w Nowym Jorku pisma „Tygodniowy Przegląd Literacki Koła Pisarzy z Polski”. Pismo redagowali Jan Lechoń oraz Kazimierz Wierzyński, drukując w nim też wiele własnych tekstów. W czasopiśmie pojawiały się także teksty autorów, jak Józef Wittlin, Tadeusz Kazimierz Sowicki, Artur Międzyrzecki, Zdzisław Broncel, Wacław Iwaniuk, Michał Choromański, Stanisław Vincenz.
„Tygodnik Polski” publikował teksty literackie, krytykę literacką, felietony, kroniki wydarzeń. Wiele miejsca poświęcał działaniom 2 Korpusu Polskiego. W założeniach pismo miało stać ponad podziałami, jednak, z racji personalnych, bliskie było przedwojennemu środowisku Skamandra i bardziej niż inne czasopisma stanowiło przedłużenie prasy Dwudziestolecia.
Zarządzeniem dyrektora Głównego Urzędu Kontroli Prasy, Publikacji i Widowisk, Tadeusza Zabłudowskiego, z 8 listopada 1946 czasopismo zostało pozbawione debitu komunikacyjnego i zakazano jego rozpowszechniania w Polsce Ludowej.